# $TRUMP
$TRUMP — криптовалютний токен, розміщений на блокчейн-платформі Solana. З самого початку створено один мільярд монет, з яких 800 мільйонів залишаються у власністю компанії, що належить Дональду Трампу, а 200 мільйонів було розміщено 17 січня 2025 року під час первинної пропозиції монет.
$TRUMP не є самостійною криптовалютою — немає власного блокчейну, платіжної системи, винагороди за побудову нових блоків. Немає обіцянки конвертувати токен у будь-який інший актив. Це швидше схоже на пам'ятну позначку або сувенір.

## Історія
| Donald J. Trump  | Twitter |
| @realDonaldTrump |         |

My NEW Official Trump Meme is HERE! It’s time to celebrate everything we stand for: WINNING! Join my very special Trump Community. GET YOUR $TRUMP NOW. Go to gettrumpmemes.com/ — Have Fun!
Мій НОВИЙ офіційний мем Трампа ТУТ! Настав час святкувати все, за що ми виступаємо: ПЕРЕМОГУ! Приєднуйтесь до моєї особливої спільноти Трампа. ОТРИМАЙТЕ СВІЙ $TRUMP ЗАРАЗ. Перейдіть на gettrumpmemes.com/ — Отримуйте задоволення!
January 18, 2025@realDonaldTrump (18 січня 2025). My NEW Official Trump Meme is HERE! (Твіт) — через Твіттер.
Мемкойн запущений 17 січня 2025 року, за три дні до запланованої інавгурації Трампа як президента Сполучених Штатів. Спочатку через відсутність публічного оголошення викликали побоювання, що це шахрайство, яке не має ніякого безпосереднього відношення до Трампа.
Через кілька годин Трамп оголосив про $TRUMP у своїх акаунтах X і Truth Social. Логотипом монети є мультиплікаційне зображення Трампа, що піднімає кулак після замаху в липні 2024 року.
На офіційному сайті монета визнається мемом та описана як «єдиний офіційний мем Трампа» (англ. The only Official Trump Meme, by President Donald J. Trump. ). У заяві про відмову від відповідальності йдеться, що монета «не призначена бути чи не є предметом», інвестиційною можливістю чи цінним папером, а також не є політичною та не має нічого спільного з якоюсь політичною кампанією, політичним офісом чи урядовою установою.
Токен був запущений на блокчейн-платформі Solana пізно вночі 17 січня 2025 року, одна монета коштувала 7-8 доларів. На ранок його ціна зросла більш ніж на 300 %. 19 січна біля полудню ціна сягнула 75 доларів. За два дні токен зайняв 19-е місце з капіталізації у сфері криптовалют із загальною вартістю майже 13 мільярдів доларів (виходячи з вартості кожного з 200 мільйонів токенів, випущених до полудня 19 січня). New York Times повідомила, що афілійовані особи Трампа контролюють ще 800 мільйонів токенів, які гіпотетично можуть коштувати понад 51 мільярд доларів, що потенційно робить Трампа одним з найбагатших людей у світі. Також з'явився новий мемкойн $Melania, названий на честь дружини Трампа.
Однак вже 21 січня 2025 року ціна знизилась вдвічі — до 38 доларів, а до 1 лютого впала ще удвічі — до 20 доларів.
За інформацією Нью-Йорк таймс, понад 813 тис. інвесторів зазнали збитків на загальну суму понад 2 млрд доларів, а сім'я і партнери президента США заробили 100 млн доларів лише на комісійних за транзакції. У травні 2025 року стало відомо що лише 58 криптоадрес (рахунків) отримали понад 10 млн доларів кожен — загалом близько 1,1 млрд прибутку.

## Розподіл токенів
Право власності на токен зосереджено у двох компаніях, афілійованих з Trump Organization: CIC Digital LLC та Fight Fight Fight LLC, які на 20 січня 2025 року разом володіють 80 відсотками від загального обсягу цих токенів. Їх планується поступово продавати протягом трьох наступних років.

## Критика
Захід із введення нового токена піддався критиці з боку експертів з етики та державних наглядових органів. Потенційна купівля монети іноземними урядами була відзначена за можливе порушення пункту Конституції про іноземні винагороди.
Запуск токена $TRUMP засудили юристи з етики, зокрема Адав Ноті, директор Campaign Legal Center та Джордан Лібовіц, віце-президент з комунікацій Citizens for Responsibility and Ethics у Вашингтоні. Нік Томаїно, колишній керівник Coinbase, охарактеризував дії Трампа і вибір часу для запуску токена як «хижацькі». Ентоні Скарамуччі, колишній директор з комунікацій Білого дому під час першої каденції Трампа, охарактеризував монету як «корупцію рівня Іді Аміна» і сказав, що запуск монети завдав шкоди криптовалютній індустрії. Брендан Фішер, заступник виконавчого директора агентства новин Documented, що займається розслідуваннями, сказав: «Час цього запуску не може бути збігом. Це сталося відразу після закінчення кампанії Трампа і якраз перед тим, як він офіційно вступить на посаду і повністю підкорятиметься федеральним етичним правилам».